# Sapho (Massenet)
Pour les articles homonymes, voir Sapho.
Versions successives
1909, version en 5 actes et 6 tableaux 
Personnages
Jean Gaussin, jeune homme (ténor)

Emma Calvé dans le rôle de Sapho en 1897

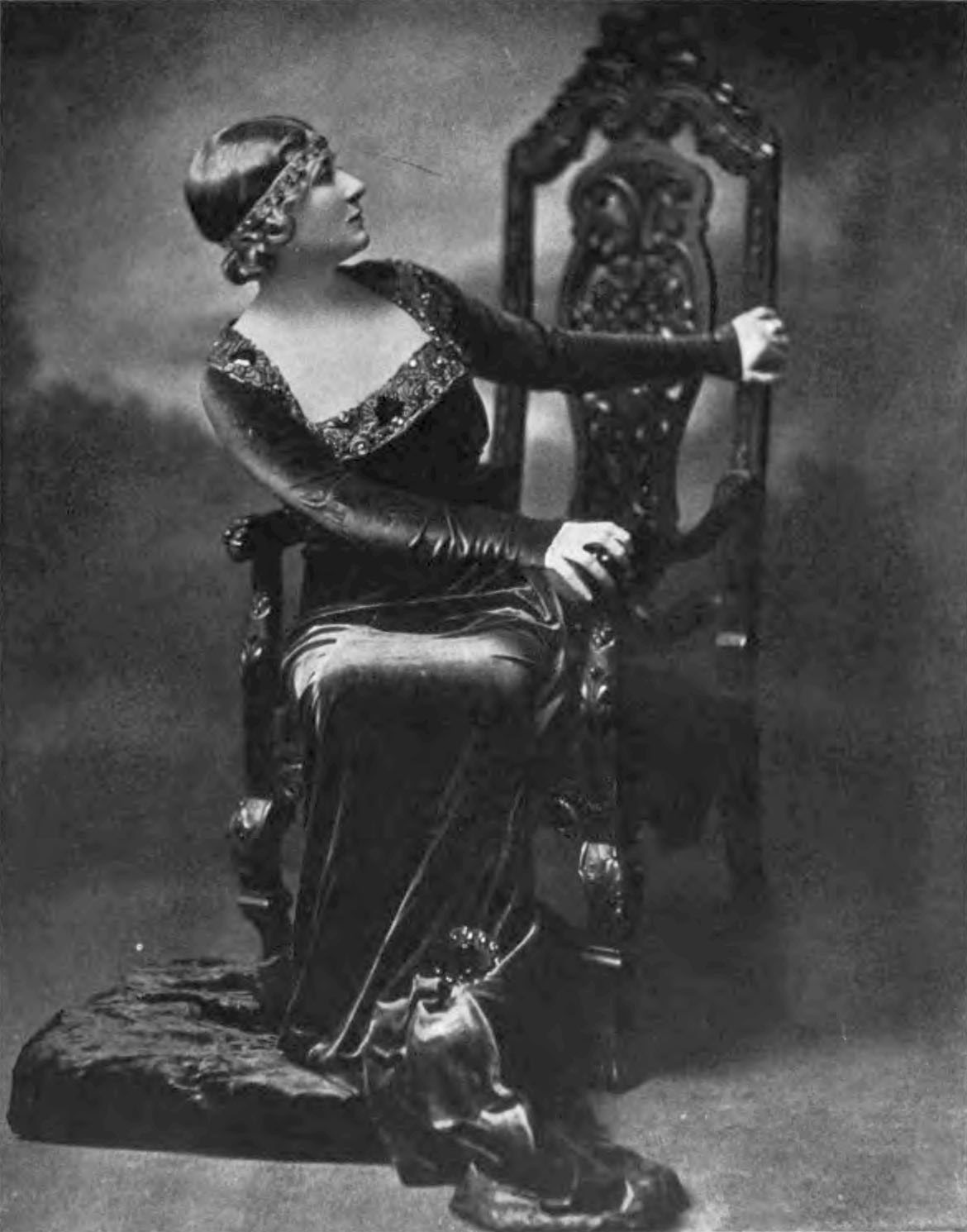
Mary Garden dans le rôle de Sapho en 1909 au Manhattan Opera House. Frontispice de l'édition originale (1919) de The Complete Opera Book de Gustav Kobbé.

Sapho est une pièce lyrique en cinq actes de Jules Massenet sur un livret français d'Henri Cain et d'Arthur Bernède, basée sur le roman de même nom (1884) largement autobiographique d'Alphonse Daudet. Elle est créée en présence du compositeur à l'Opéra-Comique à Paris, avec Emma Calvé dans le rôle de Fanny Legrand, le 27 novembre 1897, jour même de la création de L'Arlesiana de Francesco Cilea, qui est aussi fondée sur une œuvre de Daudet.
L'opéra traite de la relation entre un modèle d'artiste, Fanny Legrand, et un jeune homme, Jean Gaussin. La relation se termine mal, Fanny quittant Jean pendant qu'il dort.

## Genèse
Henri Cain, qui a collaboré au livret de La Navarraise, et Arthur Bernède ont l'idée de transposer le roman d'Alphonse Daudet et la pièce qui en a été tirée au théâtre lyrique. Avec l'accord d'Emma Calvé, ils en parlent à Massenet, qui écrit Sapho avec ardeur pendant l'été 1896. Le 7 octobre, Emma Calvé lui donne la première audition du rôle sur une partition piano-chant. Le compositeur termine l'orchestration de Sapho à la fin de 1896. Les répétitions à l'Opéra-Comique débutent en septembre 1897. Le prélude de l'acte V, Solitude, est exécuté pendant le service funèbre de Daudet. À la demande d'Albert Carré, Massenet compose le second tableau de l'acte III, le « tableau des lettres », en 1908 pour la reprise de l'œuvre à l'Opéra-Comique en 1909.

## Représentations
Le soir de la première de 1897, la représentation n'est pas menée à terme parce qu'Emma Calvé souffre d'une infection à la gorge. En avril 1898, Massenet dirige les représentations de la version italienne de Sapho, avec Gemma Bellincioni dans le rôle-titre, au Théâtre lyrique de Milan, où c'est un triomphe. L'opéra est ensuite représenté à un autre théâtre de Milan, La Pergola, et en province. Il est monté à Lisbonne et à Buenos Aires en 1899. L'œuvre est reprise à Lyon en octobre 1902, puis montée l'année suivante au Théâtre de la Monnaie, avec Georgette Bréjean-Silver, dans le rôle de Fanny Legrand,. Le Manhattan Opera House, à New York, la monte en novembre 1909 avec Mary Garden, Marguerite d'Alvarez, Charles Dalmorès et Hector Dufranne sous la baguette de Enriquez de la Fuente.

## Personnages
| Rôle                                                                     | Voix          | Création, 27 novembre 1897 (chef d'orchestre : Jules Danbé) | Version de 1909  |
| ------------------------------------------------------------------------ | ------------- | ----------------------------------------------------------- | ---------------- |
| Fanny Legrand, modèle d'artiste                                          | soprano       | Emma Calvé                                                  | Marguerite Carré |
| Jean Gaussin, jeune homme                                                | ténor         | Julien Leprestre                                            | Thomas-Salignac  |
| Irène, sa cousine                                                        | soprano       | Julia Guiraudon                                             |                  |
| Divonne, la mère de Jean                                                 | mezzo-soprano | Charlotte Wyns                                              |                  |
| Césaire, le père de Jean                                                 | basse         | André Gresse                                                |                  |
| Caoudal, sculpteur                                                       | baryton       | Marc Nohel                                                  |                  |
| La Borderie, poète                                                       | ténor         | Maurice Jacquet                                             |                  |
| Le patron du restaurant                                                  | baryton       | Dufour                                                      |                  |
| Chœurs : masques, invités, artistes, tziganes, musiciens ambulants, etc. |               |                                                             |                  |

## Résumé

### Acte I
Un salon précédant l'atelier du sculpteur Caoudal. Une nuit de bal costumé

Prélude
Caoudal, artiste de 60 ans, et le poète La Borderie sortent de l'atelier, entourés de petites femmes travesties. Celui-ci cherche à s'esquiver avant que le jour ne paraisse, mais Caoudal et sa suite le retiennent. Caoudal reproche à Jean Gaussin, jeune homme de 20 ans qui se dirigeait vers la sortie, de fuir aussi la danse. Jean avoue qu'il n'a jamais dansé, qu'il s'en trouve embarrassé et qu'il a peur des femmes. Sauf lui, tous se dirigent vers l'atelier, où Fanny chante que la reine des modèles, le plus beau d'entre eux, c'est Sapho, « les autres étant d'la p'tit bièr' à côté d'ça ». Troublé et dérouté par le bal, Jean se dit : Ah ! Qu'il est loin, mon pays !, la Provence. Tous entrent en tumulte, Caoudal, la Borderie et les hommes réclamant un baiser à Fanny, qui s'abstient de leur en donner. Trouvant Jean un beau garçon, Fanny s'adresse à lui, se réjouit qu'il ne soit pas artiste et, lorsque tous se rendent dans l'atelier pour se mettre à table, elle demande à Jean de s'enfuir avec elle.

### Acte II
Le logement de Jean Gaussin, à Paris, rue d'Amsterdam
Jean chantonne Ô Magali, poésie de Frédéric Mistral sur un air provençal. Il se sent réconforté par un tableau illustrant la maison de son enfance et Divonne, sa mère, sur le seuil de la porte. Césaire, son père, l'informe qu'elle est allée chercher Irène, leur nièce orpheline, au couvent parce qu'ils l'adoptent. Divonne revient, lasse des courses qu'elle a faites dans Paris avec Irène. Pendant que ses parents visitent la demeure pour voir si rien ne manque, Jean et Irène se rappellent le bon temps où ils se promenaient dans les bois et imitaient la fuite en Égypte avec leur âne, lui en Joseph et elle en Marie. Ils en revenaient, le soir venu, tremblant de peur, et Irène l'embrassait doucement « comme une sœur » au seuil de la maison. Les parents partent avec Irène. Jean regrette leur départ, dont celui d'Irène, avec laquelle il pourrait « être heureux si j'en faisais ma femme », lorsque Fanny arrive. Si elle ne l'a pas revu depuis quelque temps, c'est qu'elle savait qu'il recevait ses parents. Elle voit un marbre, la Sapho de Caoudal, et dit à Jean qu'elle hait tout artiste. Elle se demande si leur amour n'est pas un rêve mensonger. Elle entonne Ö Magali. Après quelques objections à former un couple, ils se déclarent leur amour.

### Acte III
Dans le jardin d'un restaurant à Ville d'Avray, un dimanche. Petit chalet fermé.
En sortant du chalet, Fanny et Jean, qui forment un ménage depuis un an, rêvent de passer la belle saison dans leur petite maison toute proche et de se promener ensemble dans les bois, ce qu'ils partent faire. Arrivent Caoudal, La Borderie et leurs amis. Ils réclament du vin au patron du restaurant, qui leur demande s'ils veulent s'installer dans l'arbre ou sous les tonnelles. Après une discussion sur le choix de l'endroit, Caoudal annonce qu'ils reviendront dîner le soir même à 19 heures. Le patron et eux s'entendent sur le menu, et Caoudal, avant les autres, menace le patron, sur un ton tragico-comique, de l'embrocher et de le manger si les mets ne sont pas délicieux. Au retour de Jean, Caoudal lui demande s'il est encore avec Sapho. Jean étant surpris, Caoudal lui apprend que Fanny est Sapho. Recevant la nouvelle avec répulsion, Jean lui dit que c'est fini avec Fanny. Caoudal fait remarquer qu'elle a peu de chance en ménage, qu'il y a eu ce graveur, Froment, qui a fait un faux billet et s'est retrouvé en prison, et qu'elle doit se trouver maintenant chez son père à prendre soin de l'enfant qu'elle a eu avec Froment. Jean leur avoue qu'il mentait, qu'il avilissait son âme avec elle depuis un an, mais que tout est désormais fini. À son retour, Fanny comprend à la réaction de Jean que les autres ont parlé. Jean la méprise, lui dit de redevenir la Sapho, leur maîtresse, et elle lui répond de décamper, de retourner vivre avec son papa, sa maman et sa cousine. Désespéré, Jean part pour ne plus la revoir. Fanny insulte les autres pour leur lâcheté, voit de l'envie dans leurs ragots et les maudit pour avoir mis fin à la régénération de son cœur.

#### Second tableau (version de 1909)
Tableau des lettres

À Ville-d'Avray, dans la petite chambre
Seul, en préparant son départ, Jean découvre le coffret de laque où Fanny conserve ses lettres. Elle arrive et lui dit qu'elle a perdu la clé du coffret. Jean force la serrure. Alors que Fanny voudrait qu'il brûle les lettres ou les déchire, il lit trois lettres d'anciens amants et une de femme et voit un « dessin très libre ». Fanny essaie de l'apitoyer par le récit de sa vie. Jean découvre finalement le paquet de lettres du graveur Froment, qui lui révèle qu'elle a rendu récemment visite à ce dernier et qu'elle en a un fils. Fanny refuse que Jean insulte son enfant et lui donne congé. Ils finissent par s'insulter l'un l'autre.

### Acte IV
En Avignon, le domaine des Gaussin. À droite, la maison. Devant, un jardin de ferme, avec un puits à gauche. Au fond, le Rhône et le panorama de Villeneuve.
Après un prélude où l'on chante Ô Magali, Divonne demande à Jean d'ouvrir son cœur et de lui dire quel « méchant amour » leur vaut son brusque retour à la maison. Après l'avoir consolé en l'embrassant, elle court prévenir son époux du rétablissement de son fils. S'étant approchée de Jean, qui semble avoir repris le cours de ses amères réflexions, Irène l'encourage à se confier à elle comme elle se confierait à lui, comme Joseph et Marie. Césaire les interrompt, demande à Irène de rejoindre Divonne et annonce qu'« elle » est là. Il lui recommande d'avoir du courage, et Jean lui promet de ne pas faiblir, qu'elle menace ou pleure. Fanny confirme qu'elle est restée « là-bas », où des souvenirs lui font espérer le retour de Jean. Il lui recommande de rentrer à Paris pour l'hiver, mais qu'y ferait-elle sans lui, dit-elle, « Pendant un an je fus ta femme ». Elle entend rester à lui pour toujours et le supplie de revenir. Jean lui répond que le passé de Fanny leur ôte, à lui, le droit de vivre avec elle sans remords et, à elle, le droit d'aimer sans scrupule et sans honte. Au moment où Jean va céder aux instances de Fanny, Césaire paraît et le fait rentrer chez eux, et Divonne intime à Fanny de partir.

### Acte V
C'est l'hiver, dans la petite maison de Ville d'Avray. Au fond, porte vitrée donnant sur la campagne couverte de neige
Prélude : Solitude
Sapho se propose de s'exiler le lendemain puisqu'elle n'espère plus le retour de Jean. Elle commence à relire les lettres d'amour qu'il lui adressait, mais les déchire, car elles la font pleurer. Elle comprend qu'elle aurait fait le malheur de Jean et veut retrouver son fils. Arrive Jean, qui ne peut plus vivre sans elle. Il a brisé le cœur de ses parents en venant la rejoindre, mais quand elle lui dit qu'il doit l'oublier, il l'accuse de vouloir rejoindre un amant. Voyant qu'il l'aime encore, elle lui dit qu'elle reste, mais sachant aussi que chaque baiser sera suivi d'un mot méchant parce qu'il n'oubliera pas le passé de sa maîtresse, pendant qu'il dort, elle lui écrit qu'elle l'aime encore, mais qu'elle veut accomplir son devoir et lui fait ses adieux.

## Critique
Sapho est diversement accueillie par la critique. À cette observation des Annales du théâtre et de la musique de 1897 que la pièce va droit au but avec une rapidité vertigineuse et un réalisme empoignant s'oppose la critique d'A. de L. qui dit, dans L'Illustration du 4 décembre 1897, que « dans le cas de Sapho, la métamorphose [d'un roman] en drame lyrique atteint les proportions d'une catastrophe littéraire… La musique de Massenet ne m'a pas charmé un seul instant ».
« Sans tomber dans le réalisme des musiciens véristes, a dit E. Vuillermoz, le compositeur français a trouvé ici des accents d'une humanité directe dont la simplicité et la force conviennent admirablement à ses personnages et son sujet. »